# Oxid wolframový
Oxid wolframový (WO3) je citronově žlutý prášek za tepla přecházející do oranžova. Jeho teplota tání je 1 473 °C. Jedná se o nejstabilnější oxid wolframu. Silným žíháním se stává zřetelně krystalickým. Ve vodě je oxid wolframový nerozpustný. V alkalických louzích se rozpouští za vzniku wolframanů. Oxid wolframový vykazuje fotoaktivní vlastnosti.